# Броненосці типу «Ре д'Італія»
Броненосці типу «Ре д'Італія» (італ. Classe Re d'Italia) - броненосці Королівських військово-морських сил Італії другої половини 19-го століття. 

## Історія створення
Броненосці типу «Ре д'Італія» були розроблені в рамках амбітної програми модернізації флоту прем'єр-міністра Італії Кавура після об'єднання Італії. Це були найбільші кораблі італійського флоту 60-х років XIX століття.
За основу були взяті французькі броненосці типу «Глуар». Оскільки на той час Італія не могла самостійно будувати подібні кораблі, вони були замовлені у США і будувались на верфі «William H. Webb» у Нью-Йорку.

## Конструкція
Корпуси кораблів були дерев'яними, і прикривались залізною бронею від носу до корми товщиною 120 мм, але рульове управління залишалось незахищеним.
Силова установка складалась з чотирьох парових котлів та однієї парової машини одиночного розширення потужністю 1812-1845 к.с., яка обертала один гвинт і дозволяла розвивати швидкість 10 вузлів. 
Крім того на трьох щоглах було встановлене вітрильне оснащення класу барка загальною площею 1 980 м.кв.
Озброєння «Ре д'Італія» складалось з шести 203-мм гармат та 32 x 164-мм нарізних гармат. «Ре ді Портогалло» мав дві 254-мм гармати та 26 x 164-мм гармати.
Обидва кораблі мали таран.
У 1870 році озброєння «Ре ді Портогалло» було модернізоване - було встановлено шість 203-мм гармати, кількість 164-мм гармат було зменшено до дванадцяти. Корабель зберіг дві 254-мм гармати.  

## Представники
| Назва                               | Верф                             | Закладений             | Спущений на воду     | Вступив у стрій      | Доля                                                            |
| ----------------------------------- | -------------------------------- | ---------------------- | -------------------- | -------------------- | --------------------------------------------------------------- |
| «Ре д'Італія» Re d'Italia           | «William H. Webb», Нью-Йорк, США | 21 листопада 1861 року | 18 вересня 1864 року | 15 квітня 1865 року  | Загинув 20 липня 1866 року в битві біля Лісси                   |
| «Ре ді Портогалло» Re di Portogallo | «William H. Webb», Нью-Йорк, США | грудень 1861 року      | 29 серпня 1863 року  | 12 березня 1864 року | Виключений зі складу флоту 31 березня 1875 року, Зданий на злам |